# Plesiohadros
Plesiohadros ist eine Gattung aus der Gruppe der Hadrosauroidea. Die einzige bekannte Art der bislang monotypischen Gattung ist Plesiohadros djadokhtaensis, die während des oberen Campaniums (vor ca. 76–72 Millionen Jahren) in der heutigen Mongolei lebte.

## Etymologie, Fossilbeleg und Forschungsgeschichte
Der Gattungsname setzt sich zusammen aus dem altgriechischen πλησίος (plēsíos = „nahe“, „fast“) und der Bezeichnung „hadros“ als Kürzel für einen Vertreter der Hadrosauridae, wodurch die nahe Verwandtschaft zu dieser Gruppe verdeutlicht werden soll. Der Artzusatz „djadokhtaensis“ bezieht sich auf die Formation in der die Fossilien gefunden wurden. Der Name lässt sich damit grob in etwa mit „Fast-Hadrosauride aus der Djadokhta-Formation“ übersetzen.
Die Fossilreste stammen aus der Djadokhta-Formation der Fundstelle Alag Teeg im Aimag Ömnö-Gobi im Süden der Mongolei. Der Holotypus (MPC-D100/745) umfasst einen fast vollständig erhaltenen Schädel mit Unterkiefer, ein Zungenbein, einige Halswirbel sowie Mittelhand- und Fingerknochen. Weiteres Fossilmaterial (MPC-D100/751) umfasst Schien- und Wadenbein sowie weitere Mittelhand- und Fingerknochen.
Die Fossillagerstätte bei Alag Teeg wurde bereits 1969 durch eine der zahlreichen „Sowjetisch-Mongolischen Paläontologischen Expeditionen“ entdeckt und wird seit dem, mehr oder weniger regelmäßig, im Rahmen von Grabungskampagnen erforscht. Im Rahmen einer solchen Kampagne wurden auch die Überreste von Plesiohadros geborgen. Nachdem bereits 1983 erste Funde von nicht näher bestimmbaren Knochenresten frisch geschlüpfter Hadrosauroidea bekannt geworden waren, ist Plesiohadros djadokhtaensis der erste auf Gattungs- und Artebene zuordenbare Ornithopode aus der Djadokhta-Formation. Die Erstbeschreibung von Gattung und Typusart erfolgte 2014 durch Tsogtbaatar, Weishampel, Evans und Watabe.

## Merkmale
Plesiohadros djadokhtaensis war ein großwüchsiger Vertreter der Hadrosauroidea. Die rekonstruierte Schädellänge wird auf 82 cm geschätzt. Das gesamte Tier dürfte eine Körperlänge von >10 m und eine Körpermasse von  mindestens 2 Tonnen erreicht haben.
Plesiohadros unterscheidet sich von allen anderen Vertretern der Hadrosauroidea insbesondere durch eine Eigenheit des Os praefrontale. Dieser Knochen des Gesichtsschädels bildet die vordere, obere (rostrodorsale) Umrandung der Augenhöhle. Bei Plesiohadros ist dieser Rand der Augenhöhle seitlich und nach oben (dorsolateral) zu einem runzeligen, flügelartigen Fortsatz erweitert. Dieses besondere Merkmal ist bislang nur von Plesiohadros bekannt (Autapomorphie).
Daneben weist Plesiohadros noch eine Reihe weiterer Merkmale auf, die in Kombination miteinander, für die Gattung einzigartig sind:
Die Zähne des Dentale zeigen lingual nur ein bis zwei zusätzliche Leisten auf, die mesial und distal zur Hauptschneidkante („Carina“) angeordnet sind. Das Diastema, der zahnlose Bereich des Dentale zwischen Praedentale und den vordersten Zähnen des Unterkiefers, ist extrem lang und misst etwa ⅓ der Länge der Zahnreihe. Das hintere Ende der Zahnreihe des Unterkiefers reicht nicht über die Spitze des Coronoidfortsatzes (Processus coronoideus) hinaus.
Die Vorderkante der Praemaxilla weist einen deutlich zurückgebogenen Rand auf und die schnabelförmige Praemaxilla verjüngt sich stark unmittelbar hinter der breiten, bogenförmigen Vorderkante. Eine Einbuchtung an der Grenze zwischen Quadratum und Quadratojugale ist nur undeutlich ausgebildet. Die postorbitale Spange und der Hauptkörper des Jochbeins schließen als Begrenzung des Infratemporalfensters einen spitzen Winkel ein.
In Bezug auf das postcraniale Skelett wird als Besonderheit hervorgehoben, dass das proximale Ende des Metacarpus III auf gleicher Linie mit denen des Metacarpus II und IV liegt.

## Systematik
Das rechts dargestellte Kladogramm verdeutlicht die systematische Stellung von Plesiohadros innerhalb der Hadrosauroidea und in Bezug auf die Hadrosauridae.
Plesiohadros nimmt eine Position als Schwesterntaxon jener Klade ein, welche die Gruppe der Hadrosauridae und die Gattung Lophorhothon umfasst. Diese Zuordnung wird durch 8 gemeinsame charakteristische Merkmale (Synapomorphien) des Schädelskeletts gestützt. Er ist jedoch kein Vertreter der Hadrosauridae, sondern wird von den Autoren der Erstbeschreibung als „nicht-hadrosaurider Hadrosauroide“ („non-hadrosaurid hadrosauroid“) klassifiziert.

## Paläoökologie
Plesiohadros war, wie alle Vertreter der Hadrosauroidea, ein reiner Pflanzenfresser.
Die Sedimente der Djadokhta-Formation werden in der Regel von äolischen Sandsteinen aufgebaut, in die lokal (z. B. Bajandsag) lakustrine Sedimente eingeschaltet sein können. Die Zusammensetzung der Djadokhta-Formation an der Fundstelle Alag Teeg weicht von diesem generellen Aufbau ab. Zwar treten auch hier äolische Sandsteine auf, insbesondere die liegenden Anteile der Formation werden jedoch von den Sedimenten alluvialer Fächer und Schwemmebenen dominiert. Die Kombination aus Erg-ähnlichen Dünenfeldern mit Seen und Flussoasen wird von Jerzykiewicz 1998 mit der Situation im heutigen Okavangodelta im Norden der Kalahari verglichen.
Die Wirbeltierfauna der Djadokhta-Formation wird von dem kleinwüchsigen Ceratopsier Protoceratops und einer Reihe von kleinen Theropoden wie etwa Oviraptor oder Velociraptor dominiert. Plesiohadros war neben dem Ankylosaurier Pinacosaurus und einem nicht näher bestimmten Vertreter der Tyrannosauridae der größte Vertreter der Djadokhta-Fauna.